# Михайлович, Драгослав
Дра́гослав Миха́йлович (сербохорв. Dragoslav Mihajlović / Драгослав Михајловић; 13 декабря 1906, Алексинац, Королевство Сербия — 18 июня 1978, Сейл, Австралия) — югославский футболист, защитник, участник чемпионата мира 1930 года.

## Карьера

### Клубная
Драгослав Михайлович выступал за белградский «БСК». В 24 года был вынужден завершить карьеру футболиста из-за перелома ноги, полученного в матче против пражской «Славии» 23 ноября 1930 года.

### В сборной
Дебют Михайловича в национальной сборной состоялся в июне 1930 года, накануне первого чемпионата мира в матче против Болгарии в Софии, завершившимся ничейным результатом. Находясь в составе сборной на чемпионате, он отыграл три матча на позиции левого защитника в паре с Милутином Ивковичем. Больше матчей за сборную Драгослав Михайлович не проводил.
| Матчи и голы Драгослава Михайловича за сборную Югославии | Матчи и голы Драгослава Михайловича за сборную Югославии | Матчи и голы Драгослава Михайловича за сборную Югославии | Матчи и голы Драгослава Михайловича за сборную Югославии | Матчи и голы Драгослава Михайловича за сборную Югославии | Матчи и голы Драгослава Михайловича за сборную Югославии | Матчи и голы Драгослава Михайловича за сборную Югославии |
| -------------------------------------------------------- | -------------------------------------------------------- | -------------------------------------------------------- | -------------------------------------------------------- | -------------------------------------------------------- | -------------------------------------------------------- | -------------------------------------------------------- |
| №                                                        | Дата                                                     | Место проведения                                         | Соперник                                                 | Счёт                                                     | Голы                                                     | Турнир                                                   |
| 1                                                        | 15 июня 1930                                             | София, Болгария                                          | Болгария                                                 | 2:2                                                      | -                                                        | Товарищеский матч                                        |
| 2                                                        | 14 июля 1930                                             | Монтевидео, Уругвай                                      | Бразилия                                                 | 2:1                                                      | -                                                        | Чемпионат мира 1930                                      |
| 3                                                        | 17 июля 1930                                             | Монтевидео, Уругвай                                      | Боливия                                                  | 4:0                                                      | -                                                        | Чемпионат мира 1930                                      |
| 4                                                        | 27 июля 1930                                             | Монтевидео, Уругвай                                      | Уругвай                                                  | 1:6                                                      | -                                                        | Чемпионат мира 1930                                      |

Итого: 4 матча / 0 голов; 2 победы, 1 ничья, 1 поражение.

## После футбола
Будучи не в состоянии продолжать играть в футбол на профессиональном уровне, Михайлович поступил на службу в полицию и нёс её вплоть до своего отъезда из родной страны. В 1944 году он уезжает в Австралию и становится там тренером команды «Футскрей JUST», составленной из игроков югославского происхождения. Драгослав Михайлович умер в Австралии в 1978 году.